# Klejtrup (plaats)
Klejtrup is een plaats in de Deense regio Midden-Jutland, gemeente Viborg. De plaats telt 840 inwoners (2008).